# Црква Светог Николе (Прчањ)
Црква Св. Николе се налази у Прчњу, близу Котора у Црној Гори.Налази се у близини Цркве Рођења Блажене Девице Марије.

## Историја
Црква је изграђена 1735 године у барокном стилу. Освештана је 1767. године. Раније се на истом месту налазила једна мања црква такође посвећена Св. Николи, која је срушена и изграђена је нова црква.
Уз цркву се налази и Фрањевачки самостан подигнут 1739 године. Фрањевци су у самостану боравили све до 1908 године.
Фрањевачки самостан је имао основну школу, школу за поморце и апотеку. Почетком осамнаестог века самостан је био културни центар Прчња. Самостан има веома богату библиотеку.
Црква је вема оштећена у земљотресу у Котору 1979. године и обновљена је 2011. године.

## Архитектура
Црква је грађена у барокном стилу. Цркву красе два архаична кипа Св. Николе и Св. Фрање Асишког.
Главни олтар је од дрвета са два уметничка кипа Св. Петра и Павла. Олтар је рађен у Млецима 1766. године.Главна олтарска слика ,,Богородица са свецима,, рад је Тиеполове школе.
У самом дворишту самостана се налази бунар а у самостану жупски уред и библиотека.